# Götz Attila
Götz Attila (Pécs, 1977. július 31. –) magyar színművész.

## Életpályája
Az 500-as sz. Angster József Ipari Szakmunkásképző Intézet és Szakközépiskolában érettségizett fémforgácsoló szakon, majd a békéscsabai "Fiatal Színházművészetért" Alapítványi Színiiskolában tanult. 2001 óta a Pécsi Nemzeti Színház társulatának tagja. Rendszeresen szerepel a Pécsi Harmadik Színházban is.
A SoulMirror nevű zenekar énekes – szövegírója. 2022-2025 között a Színház- és Filmművészeti Egyetem drámainstruktor szakos hallgatója.

### Családja
Gyermekei: Máté (2001), Kristóf (2004), Anna (2020).

## Főbb színházi szerepei
Jókai Színház Békéscsaba
- Kornis Mihály: Körmagyar – Katona
- A. Csehov: Sirály – Dr. Dorn
- Kálmán Imre: Csárdáskirálynő – Kiss a jegyző / Rornsdorf / Bóni gróf
- Nico Dostal: Magyar menyegző
- Bodnár Zsolt – Kiss Stefánia: Jeanne D’ Arc – Főpap
- Aldobolyi N. Gy. – Szenes I.: Charlie nénje – Charlie
- Christian Sittenhelm: Da Vinci – Botticelli

Musicalszínház
- A. L. Webber – T. Rice: Evita (Békéscsaba, Nyíregyháza, Budapest)
- A. L. Webber – T. Rice: Jézus Krisztus Szupersztár – Péter apostol (Békéscsaba, Nyíregyháza, Szeged, Budapest – Margit sziget)
- F. Wildhorn – L. Bricusse: Jekyll & Hyde – Jack, Poole (Békéscsaba, Nyíregyháza, Budapest – Thális színház, Budapest –Margit sziget, Szegedi Szabadtéri Játékok)
- F. Wildhorn – N. Knighton: A vörös Pimpernel – Ozzy (Szolnoki Szigligeti Színház)

Moravetz Produkció
- Horváth K. – Moravetz L.: Zrínyi 1566 – Lahib / Dandó Ferenc / Radován Jakab / Perván aga / Orsits István
- Horváth K. – Moravetz L.: A Fejedelem – Ádám / Albert
- Horváth K. – Moravetz L.: Örömlányok végnapjai
- Horváth K. – Moravetz L.: Világ teremtődése – Ádám
- Szolnoki P. – Moravetz L.: Sárkányszív – Garai Miklós
- Balásy Sz. – Horváth K.- Moravetz L.: Hunyadi 1456 – Lajos

Pécsi Harmadik Színház
- Szilágyi Andor: Leánder és Lenszirom – Leánder, erdei kobold
- Frank L. Baum:Óz, a nagy varázsló – Gyáva oroszlán
- Nemes Nagy Ágnes: Bors néni – Nyúl Elek
- Grimm: Holle anyó – Tódor / Fürge az Ördögfióka
- Kis Judit Ágnes: Prága, főpályaudvar – Pepik
- Thuróczy Katalin: Csizmás kandúr – Janó, molnár legény
- Örkény István: E kor nekünk szülőnk s megölőnk
- Grimm: Csipkerózsika – Nárcisz királyfi
- Spíró György: Príma környék – Sunyi bá
- Marie Jones: Kövek a zsebben – Charlie
- Görgey Gábor: Komámasszony hol a stukker – K.Müller
- Örkény István: Kulcskeresők – A Bolyongó
- Emile Ajar: Előttem az élet – Lola, a transzvesztita
- Schwajda György: A szent család – Öcsi
- Joe DiPietro – Jimmy Roberts: Ájlávjú

Pécsi Nemzeti Színház
- Edmond Rostand: Cyrano de Bergerac – Kadét
- G. Verdi: Nabucco – Abdallo
- Eisemann Mihály: Fekete Péter – Chagren
- F. Loewe – A. J. Lerner: My Fair Lady – Freddy
- Dés L. – Nemes I.: Valahol Európában – Egyenruhás
- L. Bart: Oliver! – Bill Sikes / Mr. Bumble
- Szikora R. – Valla A.: Macskafogó – Billy, a patkány
- Dosztojevszkij: Ördögök – Diák
- Zerkovitz Béla: Csókos asszony – Báró Beleznay
- Lehár Ferenc: Luxemburg grófja – René Dupon
- Jacobi Viktor: Leányvásár – Simpson, a börtönőr
- Móricz Zs. – Kocsák T.: Légy jó mindhalálig – Török János
- Lev Birinszkij: Bolondok tánca – Janko
- F. Wildhorn – J. Murphy: Rudolf – Rudolf / Taaffe Miniszterelnök
- Fazekas Mihály: Ludas Matyi – Kupec
- Kálmán Imre: Csárdáskirálynő – Rhonsdorf tábornok
- Philippe Blasband: Pont com – Bi
- Kipling – Dés L. – Geszti P.: Dzsungel könyve – Sír Kán
- Kacsoh Pongrácz: János vitéz – Bagó
- Presser G. – Sz. Dusán: Padlás – Barrabás a gengszter / Révész
- Rideg S. – Tímár P.: Indul a bakterház – Csendőr
- Frank L. Baum: Óz, a nagy varázsló – Bádogember
- Csukás István: Ágacska – Berci béka
- Andersen – Ránki Gy.: Pomádé király ruhája – Szabólegény
- Charlap – J.M.Barrie: Pán Péter – Hook kapitány
- Balogh E. – Kerényi I.: Csíksomlyói passió – Plútó
- Weöres Sándor: Holdbéli csónakos – Vitéz László
- Kálmán Imre: Marica grófnő – Tasziló gróf
- Peter Shaffer: Amadeus – van Swieten Báró
- Tenessee Williams: Vágy villamosa – Steve
- Eisemann Mihály: Fekete Péter – Sapire tánctanár
- Bertold Brecht: Szecsuáni jólélek – Munkanélküli
- Anders T. Jensen: Ádám almái – Holger
- Bornai T. – Rákos P.: A mumus – Böhöm
- Reginald Rose: 12 dühös ember – 8. esküdt
- Szűcs Z. – Anger Zs.: Addikt – Körzeti rendőr
- Katona József: Bánk Bán – Otto herceg
- Johann Strauss: Denevér – Frosch / Blind, az ügyvéd
- Richard R. – Howard L.: A muzsika hangja – Herr Zeller
- Fábián Péter: A mecseki tigris – Omlett, lágy királyfi
- Peter Handke: Az óra, amikor...
- F. Dürrenmatt: A fizikusok – Uwe Siewers
- Szálinger Balázs: László király visszatér – Sanyi, a bíró
- Vinnai András – Fúrnitúr – Fűrj
- Háy János – Utánképzés ittas vezetőknek – Emil, feltehetőleg belügyes
- Ray Coonie – A miniszter félrelép – Szállodaigazgató
- Szörényi Levente – Bródy János: Kőműves Kelemen – Benedek
- Egressy Zoltán: Sóska, sültkrumpli – Szappan (I. partjelző)

## Filmes és televíziós szerepei
- A tanár (2019) – Kosaras fiú apja
- 1968 – Egy szerelem rekonstrukciója (2024)
- RTL Klub – Szeress most – Kramlich Jenő
- Tv2 – Veled is megtörténhet – Tolnay Szabolcs

## Díjai és kitüntetései
- Szendrő József-díj (2018)
- Magyar Ezüst Érdemkereszt (2025)